# Independent Spirit Award per il miglior regista
L'Independent Spirit Award per il miglior regista (Independent Spirit Award for Best Director) è un premio cinematografico assegnato annualmente dal 1986 dall'organizzazione non-profit IFP/West (ridenominata dal 2005 Film Independent) al miglior regista di un film indipendente statunitense.
Tre registi hanno ricevuto questo riconoscimento più di una volta: Joel Coen, Alexander Payne, Ang Lee e Barry Jenkins.

## Vincitori e candidati
I vincitori sono indicati in grassetto, a seguire gli altri candidati.

### Anni 1980
- 1986: Martin Scorsese - Fuori orario (After Hours) ex aequo Joel Coen - Blood Simple - Sangue facile (Blood Simple.)
  - Joyce Chopra - La prima volta (Smooth Talk)
  - Peter Masterson - In viaggio verso Bountiful (The Trip to Bountiful)
- 1987: Oliver Stone - Platoon
  - David Lynch - Velluto blu (Blue Velvet)
  - Jim Jarmusch - Daunbailò (Down by Law)
  - Oliver Stone - Salvador
  - Rob Reiner - Stand by Me - Ricordo di un'estate (Stand by Me)
- 1988: John Huston - The Dead - Gente di Dublino (The Dead)
  - Jim McBride - The Big Easy
  - John Sayles - Matewan
  - Tim Hunter - I ragazzi del fiume ( River's Edge)
  - Jonathan Demme - Swimming to Cambodia
- 1989: Ramón Menéndez - La forza della volontà (Stand and Deliver)
  - John Waters - Grasso è bello (Hairspray)
  - David Burton Morris - Patti Rocks
  - Oliver Stone - Talk Radio
  - Errol Morris - La sottile linea blu (The Thin Blue Line)

### Anni 1990
- 1990: Steven Soderbergh - Sesso, bugie e videotape (Sex, Lies, and Videotape)
  - Gus Van Sant - Drugstore Cowboy
  - Jim Jarmusch - Mystery Train - Martedì notte a Memphis (Mystery Train)
  - Charles Lane - I marciapiedi di New York (Sidewalk Stories)
  - Nancy Savoca - True Love
- 1991: Charles Burnett - To Sleep with Anger
  - John McNaughton - Henry pioggia di sangue (Henry: Portrait of a Serial Killer)
  - Reginald Hudlin - House Party
  - Michael Roemer - Tutti contro Harry (The Plot Against Harry)
  - Allan Moyle - Pump up the volume - Alza il volume (Pump Up the Volume)
- 1992: Martha Coolidge - Rosa Scompiglio e i suoi amanti ( Rambling Rose)
  - Joseph B. Vasquez - I migliori del Bronx (Hangin' with the Homeboys)
  - Gus Van Sant - Belli e dannati (My Own Private Idaho)
  - Todd Haynes - Poison
  - Richard Linklater - Slacker
- 1993: Carl Franklin - Qualcuno sta per morire (One False Move)
  - Abel Ferrara - Il cattivo tenente (Bad Lieutenant)
  - Allison Anders - Gas, Food Lodging
  - Quentin Tarantino - Le iene (Reservoir Dogs)
  - Tom Kalin - Swoon
- 1994: Robert Altman - America oggi (Short Cuts)
  - Ang Lee - Il banchetto di nozze (Hsi yen)
  - John Turturro - Mac
  - Robert Rodriguez - El Mariachi
  - Víctor Núñez - Ruby in Paradiso (Ruby in Paradise)
- 1995: Quentin Tarantino - Pulp Fiction
  - Roman Polański - La morte e la fanciulla (Death and the Maiden)
  - Alan Rudolph - Mrs. Parker e il circolo vizioso (Mrs. Parker and the Vicious Circle)
  - John Dahl - Red Rock West
  - Ang Lee - Mangiare bere uomo donna (Yin shi nan nu)
- 1996: Mike Figgis - Via da Las Vegas (Leaving Las Vegas)
  - Ulu Grosbard - Georgia
  - Michael Almereyda - Nadja
  - Todd Haynes - Safe
  - John Sayles - Il segreto dell'isola di Roan (The Secret of Roan Inish)
- 1997: Joel Coen - Fargo
  - Robert M. Young - Caught
  - David O. Russell - Amori e disastri (Flirting with Disaster)
  - Abel Ferrara - Fratelli (The Funeral)
  - Todd Solondz - Fuga dalla scuola media (Welcome to the Dollhouse)
- 1998: Robert Duvall - L'apostolo (The Apostle)
  - Wim Wenders - Crimini invisibili (The End of Violence)
  - Larry Fessenden - Habit
  - Paul Schrader - Touch
  - Victor Nuñez - L'oro di Ulisse (Ulee's Gold)
- 1999: Wes Anderson - Rushmore
  - Paul Schrader - Affliction
  - Lodge Kerrigan - Claire Dolan
  - Todd Solondz - Happiness - Felicità (Happiness)
  - Todd Haynes - Velvet Goldmine

### Anni 2000
- 2000: Alexander Payne - Election
  - Doug Liman - Go - Una notte da dimenticare (Go)
  - Harmony Korine - Julien Donkey-Boy
  - Steven Soderbergh - L'inglese (The Limey)
  - David Lynch - Una storia vera (The Straight Story)
- 2001: Ang Lee - La tigre e il dragone (Wo hu cang long)
  - Julian Schnabel - Prima che sia notte (Before Night Falls)
  - Christopher Guest - Campioni di razza (Best in Show)
  - Miguel Arteta - Chuck & Buck
  - Darren Aronofsky - Requiem for a Dream
- 2002: Christopher Nolan - Memento
  - John Cameron Mitchell - Hedwig - La diva con qualcosa in più (Hedwig and the Angry Inch)
  - Michael Cuesta - L.I.E.
  - Cheryl Dunye - Stranger Inside
  - Richard Linklater - Waking Life
- 2003: Todd Haynes - Lontano dal Paradiso (Far from Heaven)
  - Gus Van Sant - Gerry
  - Bernard Rose - Ivansxtc
  - Nicole Holofcener - Lovely & Amazing
  - Joe Carnahan - Narc - Analisi di un delitto (Narc)
- 2004: Sofia Coppola - Lost in Translation - L'amore tradotto (Lost in Translation)
  - Shari Springer Berman e Robert Pulcini - American Splendor
  - Gus Van Sant - Elephant
  - Jim Sheridan - In America - Il sogno che non c'era (In America)
  - Peter Sollett - Raising Victor Vargas
- 2005: Alexander Payne - Sideways - In viaggio con Jack (Sideways)
  - Walter Salles - I diari della motocicletta (Diarios de motocicleta)
  - Mario Van Peebles - How to Get the Man's Foot Outta Your Ass
  - Joshua Marston - Maria Full of Grace
  - Shane Carruth - Primer
- 2006: Ang Lee - I segreti di Brokeback Mountain (Brokeback Mountain)	
  - George Clooney - Good Night, and Good Luck.
  - Gregg Araki - Mysterious Skin
  - Rodrigo García - 9 vite da donna (Nine Lives)
  - Noah Baumbach - Il calamaro e la balena (The Squid and the Whale)
- 2007: Jonathan Dayton e Valerie Faris - Little Miss Sunshine
  - Steven Soderbergh - Bubble
  - Karen Moncrieff - The Dead Girl
  - Ryan Fleck - Half Nelson
  - Robert Altman - Radio America (A Prairie Home Companion)
- 2008: Julian Schnabel - Lo scafandro e la farfalla (Le scaphandre et le papillon)
  - Todd Haynes - Io non sono qui (I'm Not There)
  - Jason Reitman - Juno
  - Gus Van Sant - Paranoid Park
  - Tamara Jenkins - La famiglia Savage (The Savages)
- 2009: Tom McCarthy – L'ospite inatteso (The Visitor)
  - Ramin Bahrani – Chop Shop
  - Jonathan Demme - Rachel sta per sposarsi (Rachel Getting Married)
  - Lance Hammer – Ballast
  - Courtney Hunt – Frozen River - Fiume di ghiaccio (Frozen River)

### Anni 2010
- 2010: Lee Daniels - Precious
  - Ethan Coen e Joel Coen - A Serious Man
  - Cary Fukunaga - Sin Nombre
  - James Gray - Two Lovers
  - Michael Hoffman - The Last Station
- 2011: Darren Aronofsky - Il cigno nero (Black Swan)
  - Danny Boyle - 127 ore (127 Hours)
  - Lisa Cholodenko - I ragazzi stanno bene (The Kids Are All Right)
  - Debra Granik - Un gelido inverno (Winter's Bone)
  - John Cameron Mitchell - Rabbit Hole
- 2012: Michel Hazanavicius - The Artist
  - Mike Mills - Beginners
  - Alexander Payne - Paradiso amaro (The Descendants)
  - Jeff Nichols - Take Shelter
  - Nicolas Winding Refn - Drive
- 2013: David O. Russell - Il lato positivo - Silver Linings Playbook (Silver Linings Playbook)
  - Wes Anderson - Moonrise Kingdom - Una fuga d'amore (Moonrise Kingdom)
  - Julia Loktev - The Loneliest Planet
  - Ira Sachs - Keep the Lights On
  - Benh Zeitlin - Re della terra selvaggia (Beasts of the Southern Wild)
- 2014: Steve McQueen - 12 anni schiavo (12 Years a Slave)
  - Shane Carruth - Upstream Color
  - J.C. Chandor - All Is Lost - Tutto è perduto (All Is Lost)
  - Jeff Nichols - Mud
  - Alexander Payne - Nebraska
- 2015: Richard Linklater - Boyhood
  - Alejandro González Iñárritu - Birdman
  - Ava DuVernay - Selma - La strada per la libertà 
  - David Zellner - Kumiko, the Treasure Hunter
  - Damien Chazelle - Whiplash
- 2016: Tom McCarthy – Il caso Spotlight (Spotlight)
  - Cary Joji Fukunaga – Beasts of No Nation
  - Charlie Kaufman e Duke Johnson – Anomalisa
  - David Robert Mitchell – It Follows
  - Sean Baker – Tangerine
  - Todd Haynes – Carol

- 2017: Barry Jenkins – Moonlight
  - Andrea Arnold – American Honey
  - Pablo Larraín – Jackie
  - Kelly Reichardt – Certain Women
  - Jeff Nichols – Loving - L'amore deve nascere libero (Loving)

- 2018: Jordan Peele - Scappa - Get Out (Get Out)
  - Sean Baker - Un sogno chiamato Florida (The Florida Project)
  - Jonas Carpignano - A Ciambra
  - Luca Guadagnino - Chiamami col tuo nome (Call Me by Your Name)
  - Josh e Benny Safdie - Good Time
  - Chloé Zhao - The Rider - Il sogno di un cowboy (The Rider)

- 2019: Barry Jenkins - Se la strada potesse parlare (If Beale Street Could Talk)
  - Lynne Ramsay - A Beautiful Day - You Were Never Really Here (You Were Never Really Here)
  - Debra Granik - Senza lasciare traccia (Leave No Trace)
  - Tamara Jenkins - Private Life
  - Paul Schrader - First Reformed - La creazione a rischio (First Reformed)

### Anni 2020
- 2020: Josh e Benny Safdie - Diamanti grezzi (Uncut Gems)
  - Robert Eggers - The Lighthouse
  - Alma Har'el - Honey Boy
  - Julius Onah - Luce
  - Lorene Scafaria - Le ragazze di Wall Street - Business Is Business (Hustlers)
- 2021[3]: Chloé Zhao - Nomadland
  - Lee Isaac Chung - Minari
  - Emerald Fennell - Una donna promettente (Promising Young Woman)
  - Eliza Hittman - Mai raramente a volte sempre (Never Rarely Sometimes Always)
  - Kelly Reichardt - First Cow
- 2022: Maggie Gyllenhaal - La figlia oscura (The Lost Daughter)
  - Janicza Bravo - Zola
  - Lauren Hadaway - The Novice
  - Mike Mills - C'mon C'mon
  - Ninja Thyberg - Pleasure